# Max Blaeulich
Max Blaeulich (* 1952 in Aiglhof, Salzburg) ist ein österreichischer Autor, bildender Künstler, Herausgeber und Antiquar.

## Leben
Kaufmannslehre, Studium der Germanistik und Kunstgeschichte. Tätigkeit als Antiquar und Mitarbeit bei verschiedenen Literaturzeitschriften. Zahlreiche Veröffentlichungen als Autor, Herausgeber und Verleger der Edition Tartin. Als bildender Künstler Ausstellungen seit 1980. Blaeulich lebt in Salzburg und wurde 2009 mit dem Buchpreis der Salzburger Wirtschaft ausgezeichnet. 
Nach einer Lehre als Großhandelskaufmann, Studium der Germanistik und Kunstgeschichte in Salzburg. Tätigkeit als Antiquar und Mitarbeit bei verschiedenen Literaturzeitschriften. Von 1992 bis 2000 Redaktionsmitglied von Literatur und Kritik. Herausgeber der Reihe Traumreiter im Wieser Verlag. 
Als bildender Künstler Ausstellungen seit 1980 Oberbank Galerie, Bienala de Arte Contemporala in Iasi (Rumänien 2001), Galerie 5020 Salzburg, Maxkunst Salzburg, Aorta Gallery (Chisinau, Moldawien 2002), Museum der Moderne (Salzburg 2006), Rupertinum (Salzburg 2009) u. a. 
Seit 2001 gibt Max Blaeulich bei Tartin editionen die Reihe >unterdurch< heraus, in der bisher Texte von René Char, Marcel Proust, Pierre Reverdy, Leonardo Sciascia, Franz Innerhofer, Elfriede Jelinek und Ilma Rakusa u. a. erschienen sind.

## Werke
- Rede über Aiglhof. Zerrissmuss Publikation, 1989
- Schreiben in der Südsee. Von Rudi Ruder. Ist die Satire Schreiben in der Südsee ein Zerrissmuss. Von Berta Bongo. Zerrissmuss Publikation, 1991
- Arbeitsamt Salzburg. Eine Ernüchterung. Zerrissmuss Publikation Nr. 3; 1992
- Steingasse. Dirty years after. Von einem Kenner. Zerrissmuss Publikation Nr. 44/Sept. 2022, 1992
- Viktor. Erzählung. Klagenfurt, Wieser, 1992
- Der umgekippte Sessel. Erzählung. Klagenfurt, Wieser, 1993
- Kleine Dialoge zum Abendessen und ein Kleiderständer zum Aufhängen. Oxyd Bd. 5. Salzburg, Kanzlei mit Vision, 1994
- Bukarester Geschichten. Kurzprosa. Mit acht Zeichnungen von Johannes Steidl. Klagenfurt, Wieser, 1994. Teilabdruck von: Die Baustellen in Bukarest u. Die Hunde von Bukarest. In: Barner, Axel (Hrsg.). Bukarest. Ein literarisches Porträt. Frankfurt, Dipa, 1997. Teilabdruck in: Bukarest. Europa erlesen. Klagenfurt, Wieser, 1999
- Trauerkabinen. Ein Dramolett. Mit vier Holzschnitten v. C. Thanhäuser nach Zeichnungen von Max Blaeulich. Ottensheim, Thanhäuser Edition, 1998
- Trauerkabinen. Ein realisiertes Dramolett. Gebrauchsanweisung. Fotodokumentation. Tartin, 1999. Wiederabgedruckt in: Laufschrift Nr. 9 (1/2000)
- Lachschule Gebrüder Laschensky. Ein Dramolett. Salzburg, Paris, Tartin, 2000. Wieder abgedruckt in: Dieter Huber: "and what are your pleasures". Ausstellungskatalog 2004. S. 138ff. deutsch - englisch
- Dolly. Ein Dramolett mit Echtblut. Salzburg, Paris, Tartin, 2000
- Ottensheimer Überfuhr. Edition Thanhäuser, 2000
- Der Zahn der Zeit. Dramolett. Mit der Studie >Träumen, aber niemanden verschonen< von Susanne Schulte. Salzburg, Paris, Tartin, 2001
- Die Knopffabrik. Roman. Klagenfurt, Wieser, 2002. Teilabdruck in: Salzburg. Europa erlesen. Herausgegeben v. Frederick Baker. Klagenfurt, 2004
- Bluesteift. Ausstellungskatalog mit einem Essay von Margit Zuckriegl: The Involuntary Bluesteift oder Der Wille zum Unwillen. Salzburg, Tartin, 2002
- Kursk. Ausstellungskatalog mit einem Essay v. Margit Zuckriegel: Der verklingende Ton. Salzburg, Tartin, 2002
- Kilimandscharo zweimeteracht. Roman. Salzburg, Residenz Verlag, 2005
- Terra Nova. Der zusammenklappbare Campingsarg. O. O. u. o. Vlg. 2006. (Uraufführung Museum d. Moderne Salzburg, 22. Juli 2006)
- Gatterbauerzwei oder Europa überleben. Salzburg, Residenz, 2006
- Stackler oder die Maschinerie der Nacht. Salzburg, Residenz, 2008
- Schreibmaschine. Folder von 10 Fotos anlässlich der Ausstellung im MdM Rupertinum. Fotos von Konrad Rainer. Salzburg 2009.
- Unbarmherziges Glück. Roman. Residenz, 2014

## Herausgeberschaft
- Karl Ziegler. Zerrissmuss. Klagenfurt, Wieser, 1988
- Róbert Reiter. Abends ankern die Augen. Dichtungen. Klagenfurt, Wieser, 1989
- Lajos Kassák. Das Pferd stirbt und die Vögel fliegen aus. Klagenfurt, Wieser, 1989
- Gellu Naum. Zenobia. Klagenfurt, Wieser, 1990
- Emil Szittya. Ahasver-Traumreiter. Klagenfurt, Wieser, 1991
- Jakub Deml. Unheilige Visionen aus Tasov. Klagenfurt, Wieser, 1993
- René Altmann. Wir werden uns kaum mehr kennen. Klagenfurt, Wieser, 1993
- H.C. Artmann. Der Wiener Keller. Klagenfurt, Wieser, 1994
- Hertha Kräftner. Kühle Sterne. Gedichte, Prosa, Briefe. Klagenfurt, Wieser, 1997. Wieder abgedruckt in: Bibliothek Suhrkamp
- Carl Armandola. Täuschung. Klagenfurt, Wieser, 1999
- Friedrich Polakovic. Versuch über den Krieg. Wieser, 2002
- Extraproduktion für Ludwig Hartinger. Tartin, 2002
- ...das größte Scheusal, das mir je untergekommen ist. Karl Ignatz Hennetmair über Thomas Bernhard. Ein Gespräch mit Max Blaeulich. Tartin, 2002
- Erasmus Schober: Nonsens. Szenen nach Gedichten von Nikolaus Lenau. Tartin 2003
- Zoran Music: Gespräche mit Michael Peppiatt. Deutsch v. Franziska Raimund. Tartin 2003
- Leonardo Sciascio: Der Tod des Raymond Roussel. Deutsch v. Leo Federmair. Tartin 2003
- Pierre Reverdy: L´image / Das Bild. Deutsch v. Ludwig Hartinger. Tartin 2003
- Moni de Buli: Die obdachlosen Wörter. Deutsch v. Holger Siegel. Tartin 2003
- Rudolfo Walsh: Diese Frau und zwei andere Erzählungen. Deutsch v. Leo Federmair. Tartin 2003
- Sergio Solmi: Betrachtungen über den Skorpion. Deutsch v. Hans Raimund. Tartin 2004
- Franz Innerhofer: Der Flickschuster. Nachwort v. Ludwig Hartinger. Tartin 2004
- René Char: Über die Dichtung. Deutsch v. Manfred Bauschulte u. Marion Gees. Tartin 2004
- Marcel Proust: Kreusnach. Deutsch v. Franziska Raimund. Tartin 2004
- Elfriede Jelinek: Ungebärdige Wege, zu spätes Bemühen. Die Zeit flieht. Tartin, 2005
- Ilma Rakusa: Stille. Zeit. Essays. Tartin, 2005
- Marguerite Yourcenar. Das schwarze Hirn des Piranesi. Deutsch v. Rolf und Hedda Soellner. Tartin, 2005
- Antonia Pozzi. Worte. Deutsch von Stefanie Golisch. Tartin, 2005
- Jörg Immendorff. Ein Brief. Mit einem Nachwort von Willi Pechtl. Tartin, 2010. Nr. 15.
- Jianghe Ouyang: Schnellimbiss. Gedichte. Aus dem Chinesischen und mit einem Nachwort von Wolfgang Kubin. Tartin, 2010. Nr. 16.
- Ignazio Buttitta: Drei Gedichte. Mit einem Vorwort von Pier Paolo Pasolini. Übs. Von Leopold Federmair. Tartin, 2010. Nr. 17.
- Die wilde Jenny. Ein Sensationsroman. Mit einem Nachwort von Max Blaeulich. Scheerbart, Paul Tartin 2013
- Einigung Europas. Eine Rede. Aus dem Nachlass herausgegeben von Klemens Renoldner. Zweig, Stefan Tartin 2013
- Triester Promenaden. Prosa. Mit einem Vorwort von Max Blaeulich. Hamerling, Robert Tartin 2013

## Übersetzungen
- O cernßém oblácku. (Von einer kleinen schwarzen Wolke) Übs.: Ivan Binar. In: TVAR 1997/15. (tschechisch)
- Kilimandzaro, dva metra osem. In: Apokalipsa 2004. Revija za preboj v zivo kulturo. (slowenisch)
- O noci. In: romboid. Literatúra. Umlecká Kommunikácia. S. 67. Bratislava Juni 2009. (slowakisch).
- Kilimandzaro dvametrasosem. (Kilimandscharo zweimeteracht). In: 25. Mednarodine literarni festival international. 2010. S. 50ff. Übs. v. Tina Strancar (slowenisch und englisch).

## Auszeichnungen
- 2017 Thomas-Valentin-Literaturpreis der Stadt Lippstadt